# Братеница (Харьковская область)
Брате́ница (укр. Братениця) — село в Украине, расположено в  Богодуховском районе Харьковской области, входит в состав Ивано-Шейчинского сельского совета.
Население села, согласно переписи 2001 года, составляло 614 человека (286/328 м/ж). Код КОАТУУ — 6320883502.

## Географическое положение
Село Братеница находится на склонах балки Братеница и Капустина яра на обоих берегах ручья Братеница, который через 5 км справа впадает в реку Большая Братеница. На ручье есть запруды. На юге в одном км находится село Шубы. В пяти км находится село Ивано-Шейчино.

## История
- 1787 — дата первого упоминания Авксеньевой слободы[1].
- 1869 — в селе имелись две ветряные мельницы и кирпичный завод.[2]
- 1966 — в селе работали спиртзавод и отделение откормочного совхоза имени Ленина.

## Экономика
- В селе есть свино-товарная ферма.
- «Братеницкое», СООО, зерновые, подсолнечник, свиноводство, свекла сахарная.

## Достопримечательности
- Братская могила 5 советских воинов.

## Известные уроженцы
- Огарь, Алексей Денисович — младший лейтенант Советской армии. Погиб в 1945 году при освобождении города Мышкув. Его именем названа площадь в этом городе.[9]